# Once a Thief
Once a Thief (br: A Marca de um erro) é um filme de 1965 do gênero drama policial, dirigido por Ralph Nelson.

## Sinopse
Em São Francisco (EUA), o jovem imigrante ex-presidiário Eddie tenta mudar de vida e trabalhar para sustentar a esposa e filha pequena. Mas um policial e também seu irmão bandido não o deixam em paz, e acabam por forçá-lo a voltar ao crime. Mas, ao contrário dos outros, Eddie sabe quem são seus verdadeiros inimigos.

## Elenco principal
- Alain Delon...Eddie Pedak
- Ann-Margret... Kristine Pedak
- Van Heflin... Inspetor Mike Vido
- Jack Palance... Walter Pedak